# Папапетру, Ахиллес
Ахиллес Папапе́тру (греч. Αχιλλέας Παπαπέτρου, 1907—1997) — греческий и французский физик, известный исследованиями в области общей теории относительности.

## Биография
Родился в Северной Греции в семье учителя, в 1930 году окончил Афинский Политехнический университет, работал инженером до 1934 года, когда перешёл в Университет Штутгарта для работы под руководством Пауля Эвальда. Вначале интересы Папапетру лежали с области физики твёрдого тела, но вскоре он занялся теорией относительности, совместно с Гельмутом Гонлем (Helmut Honl). Защитив диссертацию по дендритному росту кристаллов в 1935 году в Штутгарте, Папапетру вернулся в Афинский Политехнический университет на должность ассистента факультета электротехники, а с 1940 года — и профессора физики того же факультета.
Во время Второй мировой войны участвовал в греческом сопротивлении. В 1946 году был приглашён Эрвином Шрёдингером в Дублинский институт перспективных исследований, где работал над единой теорией поля Шрёдингера, получил точные сферически-симметричные её решения и доказал отсутствие в теории несингулярных решений. В 1948 году Папапетру был приглашён научным сотрудником в Манчестерский университет, где работал над уравнениями движения тел в общей теории относительности (ОТО).
С 1952 года Папапетру переезжает в Берлин, где возглавляет лабораторию теории относительности в Институте математики Академии наук ГДР. К этому времени относятся его работы по несуществованию несингулярных периодических решений ОТО, гравитационным волнам и дальнейшие разработки по уравнениям движения. Параллельно с 1957 года Папапетру работает профессором Берлинского университета имени Гумбольдта, где его студентами были Жорж Докур (Georg Dautcourt) и Ганс-Юрген Тредер. Затем с 1962 года Папапетру живёт и работает в Париже, сначала директором по научным исследованиям Национального центра научных исследований (по 1977 год), затем, с 1975 года — возглавляет лабораторию теоретической физики Института Анри Пуанкаре. В это время Папапетру получает французское гражданство.
С 1971 года Папапетру входил в оргкомитет конференций General Relativity and Gravitation, GRG. Он провёл несколько лет приглашённым исследователем: в Принстоне (1964/65), Вене (1970/71), Бостонском университете (1972).

## Память
Полученные Папапетру уравнения движения вращаюшихся тел в общей теории относительности называют обычно уравнениями Папапетру (или Матиссона—Папапетру).